# 베이비솀블스
베이비솀블스(Babyshambles)은 잉글랜드의 록 밴드이다.